# 馬里亞納板塊
 隐没带

 Alps  造山带
30→ 相对于非洲板块的移动速度（mm/Y）
馬里亞納板塊（Mariana Plate）是馬里亞納海溝以西的小型板塊，形成馬里亞納群島的底座，與西面的菲律賓板塊以分離板塊邊緣和數處轉形斷層分開，東面的太平洋板塊沉入馬里亞納板塊，西南面以馬里亞納海溝為界，東北面以伊豆小笠原海溝為界。

馬里亞納板塊橫截圖